# Paul Couston
Paul Couston, né à Avignon (Vaucluse) le 12 octobre 1903, et décédé dans la même ville le 20 septembre 1989, est un homme politique français.

## Biographie
Paul Couston est né dans le Vaucluse d'une famille originaire des Cévennes et des Alpes-de-Haute-Provence. Après l'obtention du Baccalauréat en France, il prépare des études de droit. À partir de 1925, il travaille dans l'industrie textile.
Mobilisé en 1939, il termine la guerre comme officier du génie, et est décoré de la Croix de guerre 1939-1945. Ses activités pendant l'Occupation lui valent d'obtenir également la Médaille de la Résistance et la Croix de combattant volontaire de la Résistance.
Conseiller municipal d'Avignon, il succède à André Noël à la tête du MRP du Vaucluse en 1946, après le départ de celui-ci pour le Puy-de-Dôme. Élu député à la deuxième constituante, il conserve son siège lors des élections du 10 novembre 1946.
A l'Assemblée, il intervient surtout sur des questions locales, ayant trait à la situation de son département, ou sur des sujets d'importance politique modeste, mais qui lui tiennent à cœur, comme le développement de l'aviation légère et sportive.
Malgré la perte de près de la moitié de ses voix, au profit du RPF, le MRP réussit à conserver un élu lors des élections législatives de 1951, grâce à l'apparentement de sa liste avec celle de la SFIO et du parti radical.
Couston prend alors la présidence de la commission de la production industrielle de l'assemblée. Il s'illustre d'ailleurs comme un ardent défenseur de la CECA.
En 1956, la liste MRP qu'il conduit s'apparente avec celle de droite du CNI. Elle n'obtient que 11,3 % des voix, et Couston n'est pas réélu.
Il n'a plus, ensuite, d'activité politique.

## À voir aussi